# Chronologie de la ville de Djibouti
Cette page est une chronologie de l'histoire de Djibouti, Djibouti.

## Avant leXXesiècle

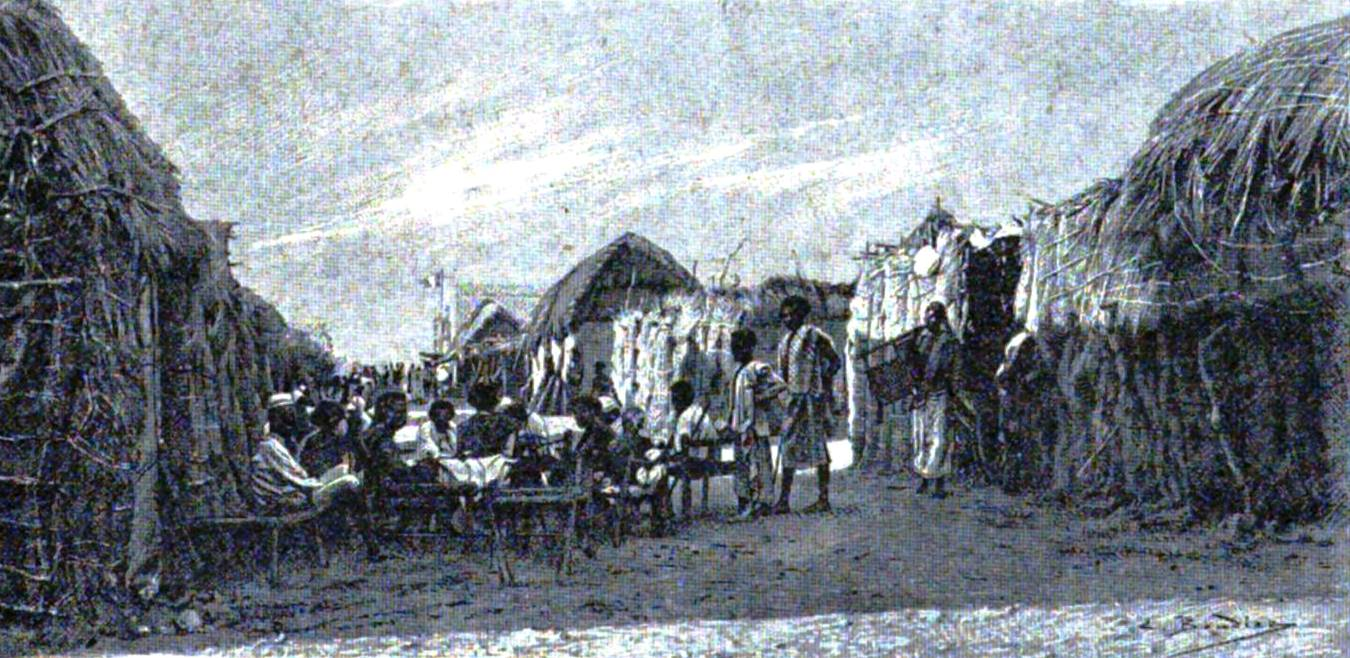
Djibouti-village en 1895, au tout début de l'administration française

- 1888 : Établissement du port par l'administration française[1]
- 1892 : La capitale de la Côte française des Somalis est transférée d'Obock à Djibouti
- 1897 : L’Éthiopie utilise le port de Djibouti comme débouché maritime officiel[2].

## XXesiècle
- 1903 : Grands travaux du Chemin de fer djibouto-éthiopien[3]
- 1906 : Construction de la mosquée Hamoudi
- 1914 : Établissement du Diocèse de Djibouti[4]

- 1917 :

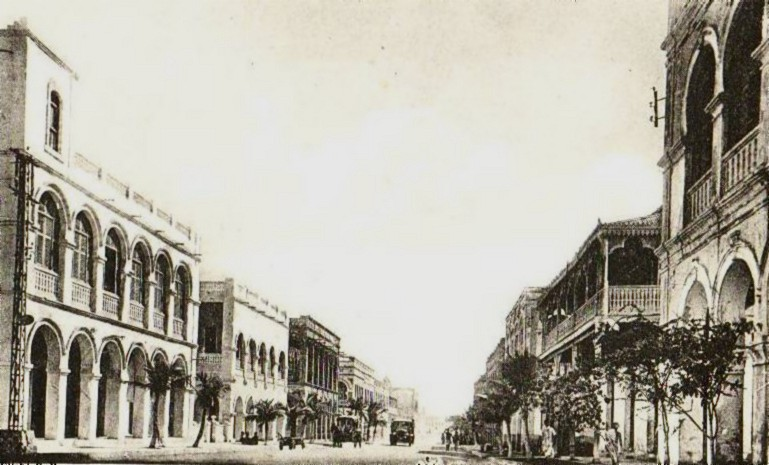
Rue d'Abyssinie, 1920

  - Les premiers trains circulent entre Djibouti et Addis
  - Population : 13 608[1]

- 1940 : Population : 26 987

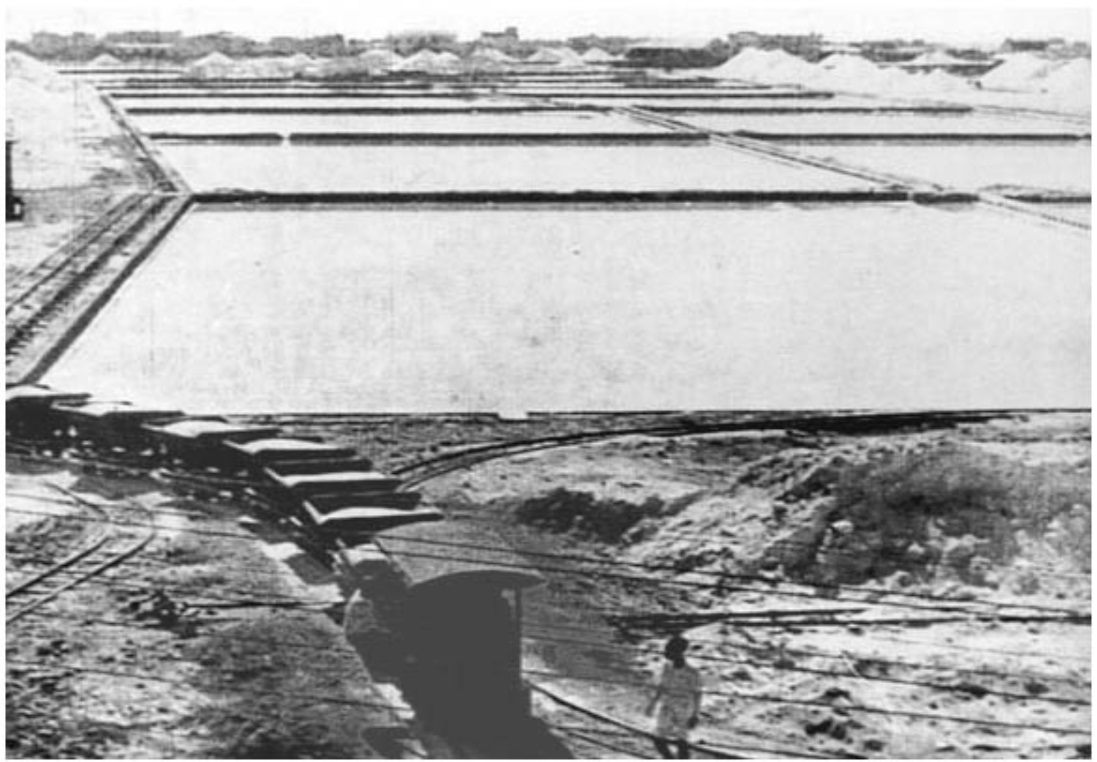
Marais salants, terrassements au sud-ouest de la ville de Djibouti, vers 1935 (Collection Benoît Billiet)

Plan de la ville dressé par M. Pretceille, 1935 (Bibliothèque nationale de France)

- 1948 : Le Franc Djibouti est la monnaie d'échange[5]
- 1949 : Déclaration du port franc[6]
- 1950 : L'aéroport international Ambouli ouvre[7]
- 1954 : Première usine électrique[7]
- 1963 : Population: 41 217[8]
- 1964 : Consécration de la Cathédrale Notre-Dame-du-Bon-Pasteur de Djibouti
- 1967 :
  - Débuts de la Radiodiffusion Télévision de Djibouti[7]
  - Djibouti est nommée capitale du Territoire français des Afars et des Issas
- 1970 : Population estimée : 62 000[9]
- 1977 :
  - 8 Mai : Référendum sur l'indépendance[5]
  - Capitale de la République de Djibouti
  - Population : 110 248
  - La Banque centrale est établie[10]
- 1981 : Ouverture de la route du Grand Bara[10]
- 1986 : Construction et ouverture de la route Tadjoura-Djibouti[10]
- 1987 : Balbala devient un quartier de Djibouti
- 1993 : Ouverture du Stade
- 1995 : Population : 383 000[11]
- 1997 : Ouverture de la Mosquée de fer »[12]
- 1999 : Djibouti Télécom s'implante dans la ville[10].

## XXIesiècle
- 2006 : Ouverture de l’hôtel Kempinski
- 2009 : Population : 475 322
- 2011 : Manifestations pour les libertés
- 2012 : Abdourahman Mohamed Guelleh devient maire[13]
- 2013 :
  - Des élections parlementaires ont eu lieu, et l'Union pour la majorité présidentielle, au pouvoir, remporte la plupart des sièges
  - Une base de drones militaires américains est établie à l'aéroport
- 2014 : Tenue du Sommet Internet africain[14]
- 2017 : Le chemin de fer Addis-Abeba-Djibouti entre en service.